# Boykin
Boykin ou Gee's Bend é uma comunidade não incorporada localizada no condado de Wilcox, no estado norte-americano do Alabama.